# NFPA 70E
La NFPA 70E-Seguridad Eléctrica en Lugares de Trabajo, es una norma de consenso general de la National Fire Protection Association, que refleja muchos años de experiencia de importantes participantes de la industria en general para reducir riesgos y accidentes de trabajo. Su última actualización es la NFPA 70E 2021, disponible en inglés y español.
Cuenta con tres capítulos principales y varios anexos, que en su totalidad atienden las necesidades fundamentales de seguridad eléctrica, enfocándose en las prácticas seguras de trabajo, el uso del EPP (Equipo de Protección Personal) adecuado, los requisitos de seguridad relacionados con el mantenimiento del sistema de suministro eléctrico, los requisitos de seguridad para equipos especiales y los requisitos de seguridad para las instalaciones.

## Descripción

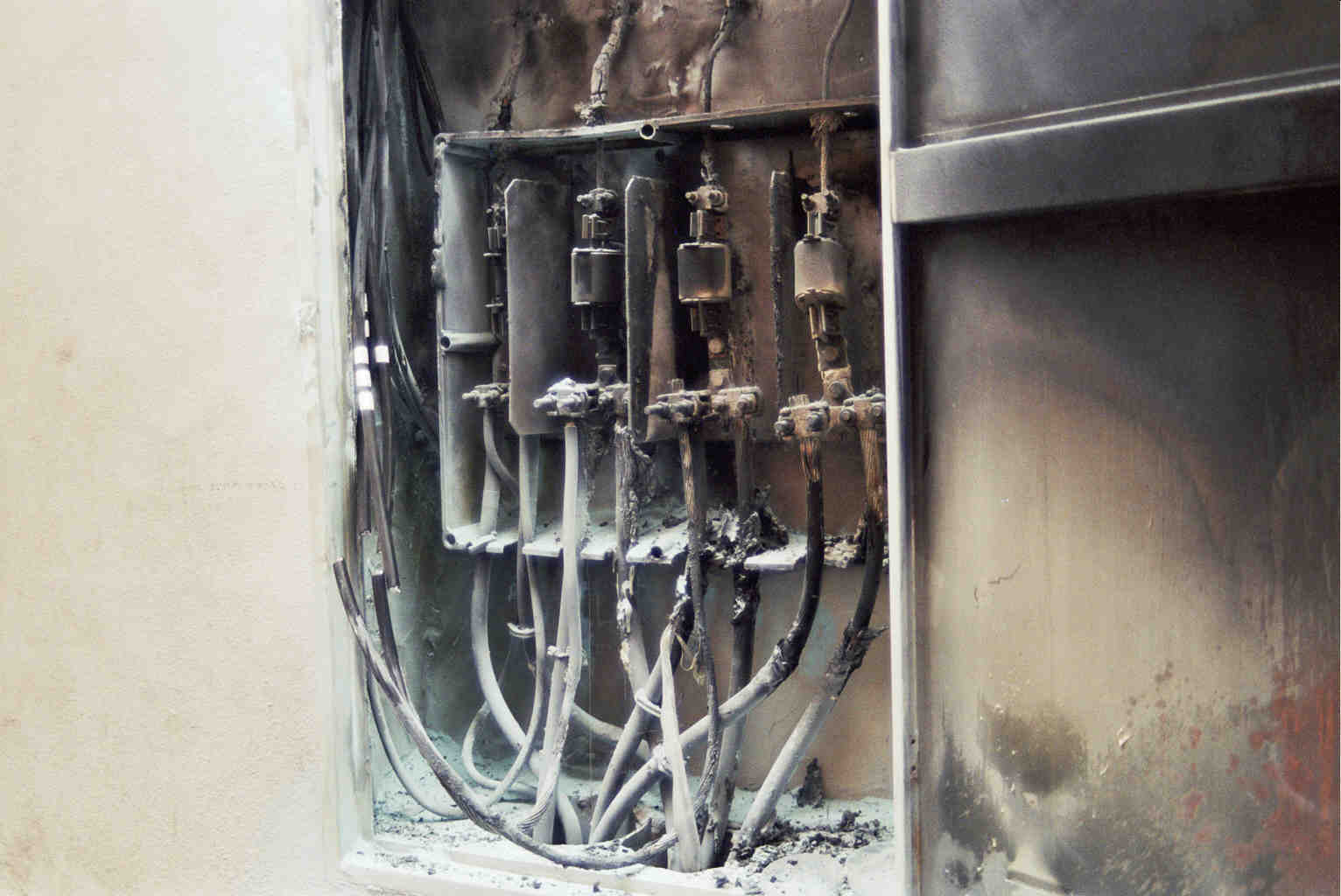
Efectos de una subida de la tensión.

La norma NFPA 70E, publicada por la Asociación Nacional de Protección contra Incendios (NFPA, por sus siglas en inglés), es un estándar reconocido internacionalmente que establece requisitos para la protección contra riesgos eléctricos en el lugar de trabajo. Esta norma tiene como objetivo reducir la probabilidad de lesiones y muertes relacionadas con la electricidad, proporcionando pautas claras para identificar y evaluar los riesgos eléctricos, implementar controles y seguir prácticas de trabajo seguras. 
La NFPA 70E se enfoca en la protección de los trabajadores que realizan tareas en las proximidades de equipos eléctricos, lo cual abarca una amplia gama de industrias y entornos laborales. El cumplimiento de esta norma es fundamental para garantizar un entorno de trabajo seguro y reducir los riesgos asociados con incendios repentinos y arcos eléctricos, así como los efectos dañinos que estos pueden tener sobre el personal.
Un aspecto crucial de la norma NFPA 70E es la selección y uso adecuado de equipos de protección personal (EPP) y ropa ignífuga certificada. Estos desempeñan un papel vital en la protección individual contra los riesgos de incendio en entornos laborales peligrosos.
La ropa ignífuga certificada, en cumplimiento con la NFPA 70E, es diseñada y fabricada para brindar protección contra el calor, las llamas y los efectos nocivos de los arcos eléctricos. Estas prendas están confeccionadas con materiales inherentemente ignífugos que reducen la propagación de las llamas y disminuyen el riesgo de quemaduras graves en caso de incendio. Además, ofrecen propiedades de protección antiácidas y antiestáticas, lo que resulta especialmente importante en entornos donde hay sustancias corrosivas o se generan cargas electrostáticas.
Por otro lado, el uso de EPP adecuado también es esencial para la protección contra los arcos eléctricos y el fuego repentino. La norma NFPA 70E establece la necesidad de utilizar suficiente EPP, como cascos, guantes, gafas de seguridad y zapatos protectores, para los empleados expuestos a estos riesgos. Estos equipos proporcionan barreras de seguridad adicionales y ayudan a reducir el riesgo de lesiones graves.
Es importante destacar que la NFPA 70E trabaja en conjunto con la norma ASTM 1506, la cual establece requisitos de diseño, fabricación y certificación de ropa ignífuga y resistente al arco eléctrico. Ambas normas se complementan para garantizar una protección óptima contra los riesgos eléctricos en el lugar de trabajo.
El cumplimiento de la norma NFPA 70E es esencial para proteger la vida y la integridad física de los trabajadores expuestos a riesgos eléctricos. Al seguir las pautas establecidas en esta norma, como la evaluación de riesgos, la implementación de controles y la selección adecuada de EPP y ropa ignífuga certificada, se puede garantizar un entorno laboral seguro y reducir la posibilidad de accidentes y lesiones graves.
La norma NFPA 70E ha sido ampliamente aceptada y adoptada por organizaciones e industrias en todo el mundo. Al cumplir con esta norma, las empresas demuestran su compromiso con la seguridad de sus empleados y su cumplimiento de las mejores prácticas en materia de protección contra riesgos eléctricos.
Además de establecer requisitos específicos, la NFPA 70E promueve la conciencia y la educación sobre los peligros eléctricos en el lugar de trabajo. Capacitar periódicamente a los empleados sobre los riesgos eléctricos, la importancia del cumplimiento de la norma y el uso adecuado de EPP y ropa ignífuga certificada es fundamental para crear una cultura de seguridad en la organización.
La norma NFPA 70E también enfatiza la necesidad de mantener y reemplazar adecuadamente los equipos de protección personal y la ropa ignífuga certificada. Es importante llevar a cabo inspecciones regulares para garantizar que los equipos estén en buenas condiciones y cumplan con los estándares de seguridad. El reemplazo oportuno de los elementos dañados o desgastados es esencial para garantizar una protección efectiva.
En resumen, la norma NFPA 70E es un estándar esencial para la protección contra riesgos eléctricos en el lugar de trabajo. Establece requisitos y pautas claras para identificar, evaluar y controlar los riesgos eléctricos, y destaca la importancia de utilizar equipos de protección personal y ropa ignífuga certificada. Al cumplir con esta norma, las organizaciones pueden garantizar la seguridad de sus empleados y reducir los riesgos asociados con los incendios repentinos y los arcos eléctricos.